# Mortier (orgelbouwer)

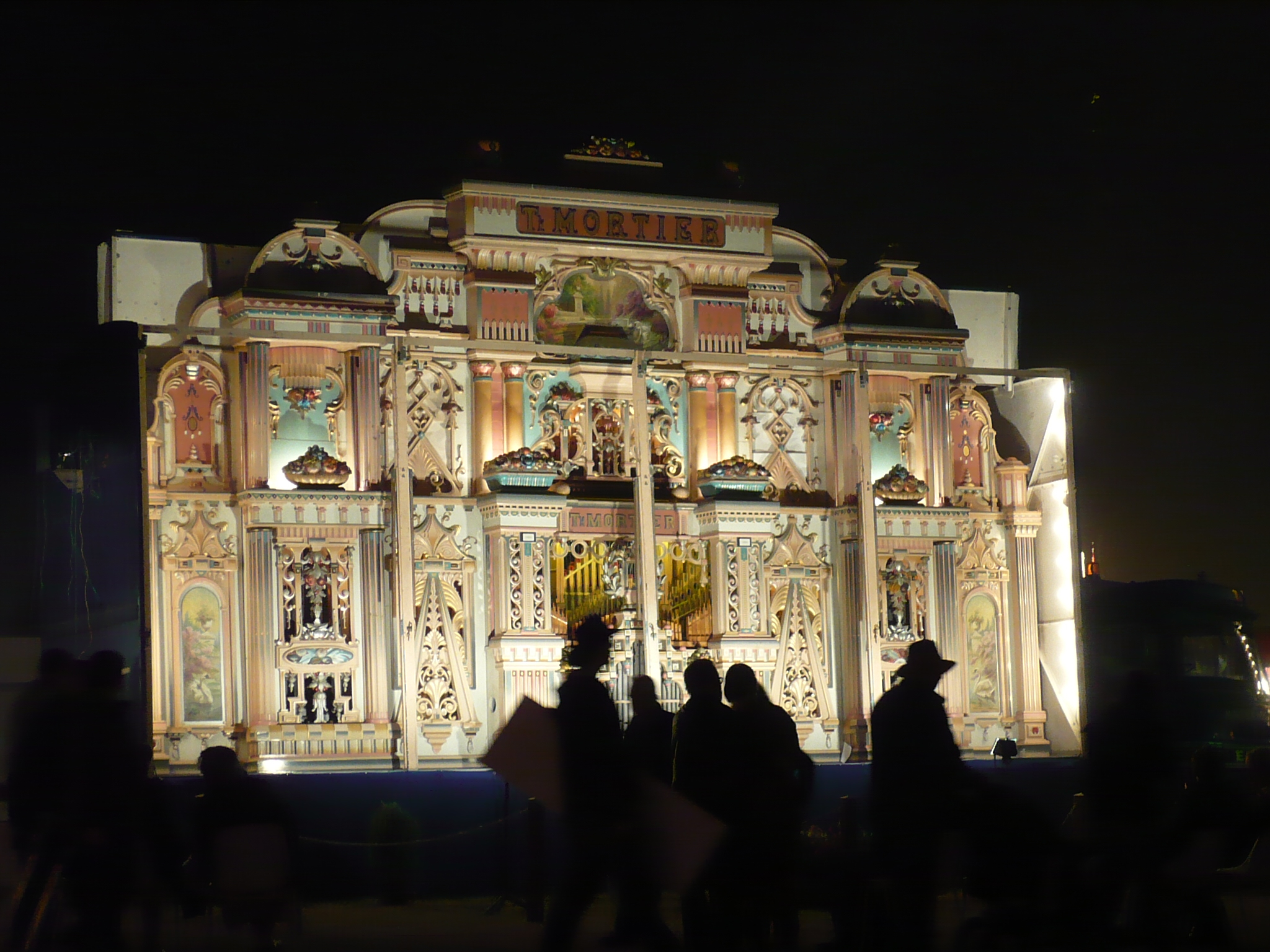
Een Mortier-dansorgel

Mortier is een bedrijf te Antwerpen dat grote dansorgels vervaardigde en dat bestond van 1885 tot 1952.
Het bedrijf werd opgericht door Theophile Mortier (1855-1944) als importeur en verhuurder van dansorgels. Vanaf 1898 ging het ook zelf orgels bouwen. Meer dan 600 orgels en orchestrions werden door de firma gebouwd. De meeste daarvan werden tussen 1919 en 1928 vervaardigd. Later werden ook nog grote orgels in een modernere stijl gebouwd, maar na de Tweede Wereldoorlog was er afnemende belangstelling voor het dansorgel, mede door de opkomst van de jukebox en dergelijke. Een korte naoorlogse bloei kwam nog door de populaire Zuid-Amerikaanse dansen. Maar in 1952 moest het bedrijf worden geliquideerd.
Mortierorgels waren een begrip en menig café had een danszaal met een dergelijk orgel. Soms moest dat na enkele jaren alweer wijken voor een nóg mooier en groter orgel.
Naast de "vaste" orgels bestonden er ook de uitneembare kermisorgels die gedurende enkele dagen werden opgebouwd in een zaal, tijdens de kermis en daarna weer werden afgebroken om verder te reizen.
De meeste Mortierorgels zijn inmiddels gesloopt en verdwenen, maar er zijn er nog enkele bewaard die werden aangekocht door musea of particulieren. Doorgaans kan daar nog steeds ook op gedanst worden.
Voorbeelden van bewaardgebleven exemplaren zijn:
- Mortierorgel Het Paashuis, (tegenwoordig[(sinds) wanneer?] in het bezit van Museum van Speelklok te Utrecht).
- Mortierorgel De Blauwe Mortier, (tegenwoordig[(sinds) wanneer?] in het bezit van het Openluchtmuseum Arnhem).

Daarnaast bevinden zich ook nog Mortier-orgels in het Draaiorgel Museum Helmond te Helmond en in Museum Dansant te Hilvarenbeek.

## Bron
- Geschiedenis en foto's
- Website over de firma Mortier en het boek 'De Mortier Story

Familie Anneessens · Charles Anneessens · Jules Anneessens · Pieter-Hubertus Anneessens · Frans Boon · Arnold Clerinx · George Cloetens · Gebroeders Decap Antwerpen · Frans Decap · Delhaye · Familie Delmotte · De Volder · Philippe Forrest · Hooghuys · Kerckhoff · Loncke · Loret (familie) · Leo Lovaert · Mortier · Joris Potvlieghe · Pierre Schyven · Theodoor Smet · Gebroeders Van Bever · Pieter-Adam Van Dinter · Charles Louis Vanhoutte · Van Peteghem · Familie Verbeeck · Vereecken · Wim Winters